# Wolfgang Dorasil
Wolfgang Robert Karl Adolf Ludwig Ferdinand Maria Dorasil, češki hokejist sudetskonemškega rodu, * 7. marec 1903, Opava, Avstro-Ogrska, † 21. marec 1964, Berlin, Nemčija.
Dorasil je za češkoslovaško reprezentanco nastopil na enih olimpijskih igrah, več svetovnih prvenstvih, kjer je bil dobitnik ene bronaste medalje, in več evropskih prvenstvih, kjer je bil dobitnik po dveh zlatih in bronastih medalj. 